# Канцлер на Руската империя
Канцлер на Руската империя (на руски: Канцлер Российской империи) е граждански (държавен) чин 1-ви клас в Таблицата на ранговете в Руската империя.
Таблицата на ранговете разграничава между граждански, военни и придворни чинове. От гражданските чинове, канцлерската длъжност бил най-високият чин. Най-често този чин се присъждал на министъра на външните работи. Ако министърът притежавал чин от 2-ри клас (действителен таен съветник), той можел да бъде титулован вицеканцлер.
Гражданският чин на канцлера съответствал на военните чинове генерал-адмирал от флота, генерал-фелдмаршал от армията и на гражданския чин действителен таен съветник 1-ви клас. 
Формата за титуловане (обръщение) на канцлера била: Ваше високопревъзходителство.
През цялата история на Руската империя е имало по-малко канцлери, отколкото управляващи монарси. По правило (с изключение на периода на Наполеоновите войни) в държавата е имало само един канцлер. 
Между смъртта на един канцлер и назначаването на длъжност на нов канцлер не рядко са минавали години.
През последните 50 години от съществуването на монархията, с изключение на Александър Горчаков, този чин не е бил присъждан на никого другиго, но и не е бил официално премахнат. Последните си 35 години (след смъртта на Горчаков) Руската империя прекарва без канцлер.

## Канцлери на руската империя
| №                                                 | Портрет | име на канцлера (години на живот) | Служба | Служба | Вицеканцлер | Вицеканцлер | Държавен глава | Забележки |
| №                                                 | Портрет | име на канцлера (години на живот) | Начало | Край   | Вицеканцлер | Вицеканцлер | Държавен глава | Забележки |
| ------------------------------------------------- | --- | --- | ------ | ------ | --- | --- | --- | --- |
| 1                                                 | | Фьодор Алексеевич Головин (1650—1706 г.) | 1699   | 1706   | Пьотр Павлович Шафиров (официално станал вицеканцлер през 1709 г., но като втори човек в Посолския приказ (Външно министерство) се издига още през 1704 г., където остава в тази си длъжност до 1723 г.)                   | Пьотр Павлович Шафиров (официално станал вицеканцлер през 1709 г., но като втори човек в Посолския приказ (Външно министерство) се издига още през 1704 г., където остава в тази си длъжност до 1723 г.) | Петър I | Глава на Посолския приказ (от 1699 г. до 1706 г.), който започнал да се нарича по европейски стил „канцлер“. |
| 2                                                 | | Гавриил Иванович Головкин (1660—1734 г.) | 1706   | 1734   | Пьотр Павлович Шафиров (официално станал вицеканцлер през 1709 г., но като втори човек в Посолския приказ (Външно министерство) се издига още през 1704 г., където остава в тази си длъжност до 1723 г.)                   | Пьотр Павлович Шафиров (официално станал вицеканцлер през 1709 г., но като втори човек в Посолския приказ (Външно министерство) се издига още през 1704 г., където остава в тази си длъжност до 1723 г.) | Петър I | Глава на Посолския приказ (от 1699 г. до 1706 г.), който започнал да се нарича по европейски стил „канцлер“. |
| 2                                                 | Назначен е за канцлер през 1706 г. след смъртта на Головин. Едновременно е бил президент на Колегията по външните работи. | Гавриил Иванович Головкин (1660—1734 г.) | 1706   | 1734   | Пьотр Павлович Шафиров (официално станал вицеканцлер през 1709 г., но като втори човек в Посолския приказ (Външно министерство) се издига още през 1704 г., където остава в тази си длъжност до 1723 г.)                   | Пьотр Павлович Шафиров (официално станал вицеканцлер през 1709 г., но като втори човек в Посолския приказ (Външно министерство) се издига още през 1704 г., където остава в тази си длъжност до 1723 г.) | Петър I | |
| 2                                                 | Андрей Иванович Остерман (от 1723 г. изпълнявал длъжността вицепрезидент на Колегията по Външните работи, през 1725 г. получил чин вицеканцлер, занимавал се с тази длъжност изцяло до 1741 г. и фактически ръководел цялата външна политика на империята) | Гавриил Иванович Головкин (1660—1734 г.) | 1706   | 1734   | | | Петър I | |
| 2                                                 | Екатерина I | Гавриил Иванович Головкин (1660—1734 г.) | 1706   | 1734   | | | | |
| 2                                                 | Петър II | Гавриил Иванович Головкин (1660—1734 г.) | 1706   | 1734   | | | | |
| 2                                                 | Анна Иоанновна | Гавриил Иванович Головкин (1660—1734 г.) | 1706   | 1734   | | | | |
| 3                                                 | | Алексей Михайлович Черкаский (1680—1742 г.) | 1740   | 1742   | Иван VI | Назначен е за канцлер веднага след преврата за свалянето на Бирон и едновременно с това е и министър в кабинета и президент на Колегията по външните работи (до 1742 г.). | | |
| 3                                                 | Михаил Гаврилович Головкин (син на канцлер от епохата на Петър I, заемал е длъжността вицеканцлер през 1741 г., бил е арестуван през Дворцовия преврат от 25 ноября 1741 г., изпратен е в изгнание)                                                        | Алексей Михайлович Черкаский (1680—1742 г.) | 1740   | 1742   | Иван VI | Назначен е за канцлер веднага след преврата за свалянето на Бирон и едновременно с това е и министър в кабинета и президент на Колегията по външните работи (до 1742 г.). | | |
| 3                                                 | Алексей Петрович Бестужев-Рюмин (след преврата от 25 ноември 1741 г. става втория по важност човек в Колегията по външните работи, назначен е за вицеканцлер)                                                                                              | Алексей Петрович Бестужев-Рюмин (след преврата от 25 ноември 1741 г. става втория по важност човек в Колегията по външните работи, назначен е за вицеканцлер)                                                                                       | 1740   | 1742   | Елизавета Петровна | Назначен е за канцлер веднага след преврата за свалянето на Бирон и едновременно с това е и министър в кабинета и президент на Колегията по външните работи (до 1742 г.). | | |
| 4                                                 | | Алексей Петрович Бестужев-Рюмин (1693—1766 г.) | 1744   | 1758   | Елизавета Петровна | Михаил Илларионович Воронцов (през 1743 г. става втория по важност човек в Колегията по външните работи, през 1744 г. е назначен за вицеканцлер, става и вицепрезидент на Колегията) | Михаил Илларионович Воронцов (през 1743 г. става втория по важност човек в Колегията по външните работи, през 1744 г. е назначен за вицеканцлер, става и вицепрезидент на Колегията)                           | Назначен за вицепрезидент от Елисавета Петровна през 1742 г., а през 1744 г. – за канцлер. Арестуван и лишен от този чин през 1758 г. по обвинение в узурпиране на императорската власт, изпратен в изгнание. |
| 5                                                 | | Михаил Илларионович Воронцов (1714—1767 г.) | 1758   | 1765   | Елизавета Петровна | Вакантно между 1758 и 1762 г. | Вакантно между 1758 и 1762 г. | На 23 ноември 1758 г. той е произведен в чин на канцлер и президент на Колегията по външните работи. През 1763 г. е отстранен от поста си на президент на Колегията по външните работи и през 1765 г. е накаран да си подаде оставката. |
| 5                                                 | Александър Михайлович Голицъйн (назначен от Петър III за вицеканцлер и вицепрезидент на Колегията по външните работи (заповедта е подготвена още при Елисавета Петровна, но тя не може да я утвърди поради заболяване). Пенсионира се през 1775 г.)        | Александър Михайлович Голицъйн (назначен от Петър III за вицеканцлер и вицепрезидент на Колегията по външните работи (заповедта е подготвена още при Елисавета Петровна, но тя не може да я утвърди поради заболяване). Пенсионира се през 1775 г.) | 1758   | 1765   | Петър III | | | На 23 ноември 1758 г. той е произведен в чин на канцлер и президент на Колегията по външните работи. През 1763 г. е отстранен от поста си на президент на Колегията по външните работи и през 1765 г. е накаран да си подаде оставката. |
| 5                                                 | Александър Михайлович Голицъйн (назначен от Петър III за вицеканцлер и вицепрезидент на Колегията по външните работи (заповедта е подготвена още при Елисавета Петровна, но тя не може да я утвърди поради заболяване). Пенсионира се през 1775 г.)        | Александър Михайлович Голицъйн (назначен от Петър III за вицеканцлер и вицепрезидент на Колегията по външните работи (заповедта е подготвена още при Елисавета Петровна, но тя не може да я утвърди поради заболяване). Пенсионира се през 1775 г.) | 1758   | 1765   | Екатерина II | | | На 23 ноември 1758 г. той е произведен в чин на канцлер и президент на Колегията по външните работи. През 1763 г. е отстранен от поста си на президент на Колегията по външните работи и през 1765 г. е накаран да си подаде оставката. |
| Вакантно (Екатерина II не е назначавала канцлери) | Вакантно (Екатерина II не е назначавала канцлери) | Вакантно (Екатерина II не е назначавала канцлери) | 1765   | 1796   | 1-ви период: Панин и Бестужев (върнат от изгнание) отговарят за всички въпроси. | | | |
| Вакантно (Екатерина II не е назначавала канцлери) | Вакантно (Екатерина II не е назначавала канцлери) | Вакантно (Екатерина II не е назначавала канцлери) | 1765   | 1796   | Иван Андреевич Остерман (назначен от Екатерина II след оставката на Голицин. Той не участва пряко в делата на Колегията по външна политика, а е само първият човек в нея)                                                  | Иван Андреевич Остерман (назначен от Екатерина II след оставката на Голицин. Той не участва пряко в делата на Колегията по външна политика, а е само първият човек в нея) | 2-ри период: Панин и Безбородко | |
| Вакантно (Екатерина II не е назначавала канцлери) | Вакантно (Екатерина II не е назначавала канцлери) | Вакантно (Екатерина II не е назначавала канцлери) | 1765   | 1796   | Александър Андреевич Безбородко (назначен от Екатерина II на мястото на Остерман. Паралелно с това, той е и неин държавен секретар.)                                                                                       | | 2-ри период: Панин и Безбородко | |
| Вакантно (Екатерина II не е назначавала канцлери) | Вакантно (Екатерина II не е назначавала канцлери) | Вакантно (Екатерина II не е назначавала канцлери) | 1765   | 1796   | 3-ти период: Безбородко и Бакунин | | | |
| 6                                                 | | Иван Андреевич Остерман (1725—1811 г.) | 1796   | 1797   | Павел I | Назначен е за канцлер заради усърдната си работа, но поради интриги и напреднала възраст подава оставка. | | |
| 7                                                 | | Александър Андреевич Безбородко (1747—1799 г.) | 1797   | 1799   | Павел I | Александър Борисович Куракин (назначен за вицеканцлер на мястото на Безбородко, подава оставка през 1798 г. заради придворни интриги) | Александър Борисович Куракин (назначен за вицеканцлер на мястото на Безбородко, подава оставка през 1798 г. заради придворни интриги)                                                                          | Заради старателната си работа в Колегията по външните работи той е назначен за канцлер и президент на колегията. Според една от версиите той получава този пост за това, че е изгорил завещанието на Екатерина II, която искала да отнеме престола от сина си Петър и да го завещае направо на внука си Александър. Той не го сторил и на трона се възкачил Петър, който в признателност, му дал канцлерския чин. Умира от парализа през 1799 г. |
| 7                                                 | Виктор Павлович Кочубей (племенник на Безбородко, става вицеканцлер и вицепрезидент на Колегията по външните работи през 1798 г.) | Александър Андреевич Безбородко (1747—1799 г.) | 1797   | 1799   | Павел I | | | Заради старателната си работа в Колегията по външните работи той е назначен за канцлер и президент на колегията. Според една от версиите той получава този пост за това, че е изгорил завещанието на Екатерина II, която искала да отнеме престола от сина си Петър и да го завещае направо на внука си Александър. Той не го сторил и на трона се възкачил Петър, който в признателност, му дал канцлерския чин. Умира от парализа през 1799 г. |
| 7                                                 | Никита Петрович Панин (племенник на любимия възпитател на Павел I – Никита Иванович Панин. Всъщност той отговарял за цялата външна политика. През 1801 г. става президент на Колегията по външните работи, но изпада в немилост и подава оставка).         | Александър Андреевич Безбородко (1747—1799 г.) | 1797   | 1799   | Павел I | | | Заради старателната си работа в Колегията по външните работи той е назначен за канцлер и президент на колегията. Според една от версиите той получава този пост за това, че е изгорил завещанието на Екатерина II, която искала да отнеме престола от сина си Петър и да го завещае направо на внука си Александър. Той не го сторил и на трона се възкачил Петър, който в признателност, му дал канцлерския чин. Умира от парализа през 1799 г. |
| Вакантно                                          | Вакантно | Вакантно | 1799   | 1802   | Александр I | Цялата външна политика се ръководела от Куракин, Панин, Ростопчин и Кочубей. | | |
| Вакантно                                          | Вакантно | Вакантно | 1799   | 1802   | Александр I | Цялата външна политика се ръководела от Куракин, Панин, Ростопчин и Кочубей. | Александър Борисович Куракин (повторно назначен за вицеканцлер) | Степан Алексеевич Колъйчьов (годините на неговата служба като вицеканцлер съвпадат с тези на Кочубей) |
| 8                                                 | | Александр Романович Воронцов (1741—1805 г.) | 1802   | 1805   | Александр I | Виктор Павлович Кочубей (Многократно става вицеканцлер; президент е на Колегията по външна политика до 1802 г. (неин последен; след това тя се реформира и новоучредява като министерство); Заема длъжността вицеканцлер до 1823 г. (с прекъсвания); става първият министър на вътрешните работи (също с прекъсвания)) | Назначен е за канцлер по време на разпадането на Паниновата система и съюза с Австрия и Великобритания. Става първи министър на външните работи (до 1804 г.). Умира по време на мандата си.                    | Степан Алексеевич Колъйчьов (годините на неговата служба като вицеканцлер съвпадат с тези на Кочубей) |
| 8                                                 | Вакантно | Александр Романович Воронцов (1741—1805 г.) | 1802   | 1805   | Александр I | | Назначен е за канцлер по време на разпадането на Паниновата система и съюза с Австрия и Великобритания. Става първи министър на външните работи (до 1804 г.). Умира по време на мандата си.                    | |
| Вакантно                                          | Вакантно | Вакантно | 1805   | 1809   | Александр I | | | |
| 9                                                 | | Николай Петрович Румянцев (1754—1826 г.) | 1809   | 1826   | Александр I | Член на Постоянния съвет (1801 г.), министър на външните работи (1801-1814 г.), министър на търговията (1810 г.), през 1809 г. е назначен за канцлер, от 1810 г. до 1812 г. е председател на Държавния съвет. Пенсионира се през 1813 г., като запазва чина си на канцлер (до смъртта си).                             | | |
| 9                                                 | Николай I | Николай Петрович Румянцев (1754—1826 г.) | 1809   | 1826   | | Член на Постоянния съвет (1801 г.), министър на външните работи (1801-1814 г.), министър на търговията (1810 г.), през 1809 г. е назначен за канцлер, от 1810 г. до 1812 г. е председател на Държавния съвет. Пенсионира се през 1813 г., като запазва чина си на канцлер (до смъртта си).                             | | |
| Вакантно                                          | Вакантно | Вакантно | 1826   | 1834   | | | | |
| Вакантно                                          | Вакантно | Вакантно | 1826   | 1834   | Карл Василевич Неселроде (назначен за вицеканцлер след оставката на Кочубей. Преди това, от 1816 г., той ръководи Колегията по външни работи, а през 1822 г. е назначен за министър на външните работи.)                   | | | |
| 10                                                | | Виктор Павлович Кочубей (1768—1834 г.) | 1834   | 1834   | В продължение на много години той изпълнява всички задължения на канцлер и оглавява Колегии, министерствата на вътрешните работи и на външните работи. През 1834 г. е назначен за канцлер и умира в края на същата година. | | | |
| 11                                                | | Карл Василевич Неселроде (1780—1862 г.) | 1844   | 1862   | Вакантно (повече не се извършват назначения на този чин) | Вакантно (повече не се извършват назначения на този чин) | През 1844 г. е назначен за канцлер (предпоследен). Същевременно оглавява Министерството на външните работи (от 1816 г.). След смъртта на Николай I се пенсионира, но запазва чина си на канцлер.               | |
| 11                                                | Александър II | Карл Василевич Неселроде (1780—1862 г.) | 1844   | 1862   | Вакантно (повече не се извършват назначения на този чин) | Вакантно (повече не се извършват назначения на този чин) | През 1844 г. е назначен за канцлер (предпоследен). Същевременно оглавява Министерството на външните работи (от 1816 г.). След смъртта на Николай I се пенсионира, но запазва чина си на канцлер.               | |
| 12                                                | | Александр Михайлович Горчаков (1798—1883 г.) | 1867   | 1883   | Вакантно (повече не се извършват назначения на този чин) | Вакантно (повече не се извършват назначения на този чин) | Министър на външните работи от 1856 г., назначен за канцлер през 1867 г. заради усърдните си усилия. Всъщност се пенсионира през 1882 г., но запазва чина си. Той става последният канцлер на Руската империя. | |